# B4 (ånglok)
SJ littera B4 var en ånglokstyp inom Statens Järnvägar (SJ) som ursprungligen levererades till Uppsala-Gävle Järnväg (UGJ) med UGJ:s littera Bb och var bl.a. konstruerade för att dra snälltåg. Inom SJ klassificerades de som persontågslok. Tillverkare var Nydqvist & Holm AB (NOHAB) och totalt levererades fyra lok till UGJ i två omgångar om vardera två lok år 1917 samt år 1926.
Loken var konstruerade som fyrcylindriga tenderlok med överhettning och arbetade med enkel expansion, s.k. fyrlingar. De var Sveriges första och enda fyrlingar. Andra fyrcylindriga ånglok har funnits i Sverige, som exempelvis SJ Littera F, men dessa lok arbetade med dubbel expansion via högtrycks- och lågtryckscylindrar och räknades formellt som fyrcylindriga kompoundlok och inte som fyrlingar. Loken utvecklades från UGJ:s fyrcylindriga kompoundlok UGJ Littera Ba (senare SJ Littera OKc). UGJ ville inte fortsätta med nytillverkning av Ba-lok då dessa krävde mycket underhåll p.g.a. kompoundtekniken.
I snälltågstjänst var B4-loken krävande och uppskattades endast av lokpersonal som förstod sig på dess speciella körteknik och beskickning av fyren. Loken ställdes av under början av 1950-talet och blev beredskapslok. Slopning skedde 1973 och tre lok skrotades i Kalmar 1974. Ett B4-lok med individnummer 1513 finns bevarat vid Järnvägsmuseet i Gävle.

## Littera och ägarbyten
I samband med att UGJ förstatligades 1933 övertogs loken av SJ. Hos SJ blev loken SJ Littera OKb. SJ var ointresserade av loken sålde dem vidare 1934  till Stockholm-Västerås-Bergslagens Järnväg (SWB). Där blev loken SWB Littera B. Då SWB i sin tur förstatligades 1945 återkom loken till SJ, och blev då SJ Littera B4. Notera omkastningen av individnummer mellan OKb och B4. Som B4 följer individnumren den ursprungliga ordningen från NOHAB och UGJ.
| NOHAB | NOHAB  | UGJ Bb 1917—1933 | SJ OKb 1933—1934 | SWB B 1934—1945 | SJ B4 1945—1973 |
| Nr    | Lev.år | Nr               | Nr               | Nr              | Nr              |
| 1126  | 1917   | 30               | 1513             | 91              | 1511            |
| 1127  | "      | 31               | 1514             | 92              | 1512            |
| 1765  | 1926   | 32               | 1511             | 93              | 1513            |
| 1766  | "      | 33               | 1512             | 94              | 1514            |

## Tjänstgöring
Inom UGJ användes B4-loken för att dra snälltåg, persontåg och fjärrgodståg mellan Gävle och Uppsala. Inom SWB användes de till en början för att dra snälltåg och persontåg. När SWB köpte in B-lok1 från SJ förpassades B4-loken till godstågstrafiken och fick även agera som reservlok. När loken återkom till SJ sattes de in i trafik kring Stockholmsområdet. År 1951 hyrdes individnummer 1511 och 1514 ut till Stockholm-Nynäs Järnväg (SNJ) som använde dem i non-stoptrafik mellan Stockholm och Nynäshamn, den s.k. "Gotlandsexpressen". SNJ ville inte använda loken i lokaltågstjänst med många stationsuppehåll då man ansåg att B4-loken inte var lämpliga för detta. Draget i eldstaden samband med start, och stora cylinderfyllningar, var för dålig och ett dåligt drag gav en dålig ångbildning.

1Inom SWB hade B-loken beteckningen SWB Littera A.

## Fyrlinglok
I ett tvillinglok är cylindrarna fasförskjutna 90°. På så sätt hindrar man bägge cylindrarna att samtidigt hamna vid dödpunkterna i samband med stationsuppehåll. Loket skulle inte kunna startas av egen kraft i en sådan situation. I B4-loket är högercylindrarna fasförskjutna 180°, liksom vänstercylindrarna. Men höger- och vänstercylindrarna är sedan fasförskjutna 90° i analogi med ett tvillinglok. Innercylindrarna var kopplade till den första drivaxeln medan yttercylindrarna var kopplade till den andra drivaxeln. Loket hade en lugn gång och enligt en sägen så kunde lokpersonalen ställa ifrån sig en mugg full med kaffe utan att riskera spill p.g.a. vibrationer.

## Specifikationer
Uppgifterna är hämtade från Normalspåriga ånglok vid Statens Järnvägar. Denna källa anger en nominell dragkraft på 9,0 ton, men räknar man enligt Lokomotivlära blir dragkraften 9083 kg. Uttryckt i ton och avrundat till en decimal blir dragkraften mer korrekt 9,1 ton. I en tabell anger Lokomotivlära 9080 kg för samma lok. För omräkning till SI-enheter (kN) har konventionsvärdet för tyngdaccelerationen använts, d.v.s. 9,80665 m/s².
- Spårvidd: 1435 mm (normalspår)
- Axelanordning (lok): 2'C
- Axelanordning (tender): 3
- Löphjulsdiameter: 1015 mm
- Drivhjulsdiameter: 1850 mm
- Tenderhjulsdiameter: 1015 mm
- Cylinderantal: 4
- Cylinderdiameter: 404 mm
- Slaglängd: 660 mm
- Slidstyrning: Walschaert
- Rostyta: 2,80 m²
- Eldyta: 135,8 m²
- Överhettningsyta: 42,3 m²
- Ångtryck: 12 kg/cm²
- Materialvikt, lok: 64,5 ton
- Materialvikt, tender: 13,9 ton
- Tjänstevikt, lok: 70,6 ton
- Tjänstevikt, tender: 36,9 ton
- Adhesionsvikt: 48,0 ton
- Kolförråd: 5,0 ton
- Vattenförråd: 18,0 m³
- Hjulbas, lok: 7925 mm
- Hjulbas, tender: 3000 mm
- Hjulbas, lok med tender: 13 997 mm
- Längd över buffertar: 17 887 mm
- Nominell dragkraft (0,65 p): 9,1 ton (89 kN)
- Största tillåten hastighet: 90 km/h

Lokomotivlära anger något avvikande uppgifter för eldytan (136,0 m²), lokets tjänstevikt (69,20 ton) och adhesionsvikten (47,10 ton).
De äldre B4-loken med individnummer 1511 och 1512 levererades med AGA-gasbelysning medan de yngre B4-loken med individnummer 1513 och 1514 levererades med turboelektrisk belysning. Nr 1512 byggdes senare om till turboelektrisk belysning.
Nr 1511 och 1512 levererades med vakuumbroms, men byggdes om till tryckluftsbroms år 1925. Nr 1513 och 1514 var utrustade med tryckluftsbroms vid leverans. Inom SWB hade man ännu inte infört tryckluftsbromsning av tåg, och SWB kompletterade loken med vakuumbroms under 3-4 år innan man även där gick över till tryckluftsbromsning.

## Indikerad effekt
Tillämpar man beräkning enligt Lokomotivlära utvecklade B4-loket teoretiskt en indikerad effekt på 1178 ihk vid en gynnsammaste hastighet på 80,3 km/h och vid en normal rostansträngning. I faktarutan är värdet avrundat till 1180 ihk. Med normal rostansträngning menas en påeldning av 500 kg stenkol per kvadratmeter rostyta och timme, där stenkolets värmevärde är 7000 kcal/kg. Vid denna rostansträngning och full belastning förbrukade B4-loket teoretiskt 1,4 ton kol och 8,2 m³ vatten per timme. Teoretiskt räckte då tenderns kolförråd i 3,6 timmar och vattenförrådet i 2,2 timmar. Den tillförda effekten blir 9,80 miljoner kcal per timme, vilket motsvarar 15500 hk. En hästkraft motsvarar 632,415 kcal/h.

## Teoretiska dragkrafter vid olika hastigheter
Med indikerad effekt avses den effekt som utvecklas i cylindrarna. Med nyttig effekt och nyttig dragkraft avses den effekt och dragkraft som utvecklas vid drivhjulsperiferin.

### Dragkrafter p.g.a. maskinkraften
Tabellen är beräknad enligt Lokomotivlära och gäller vid 75% cylinderfyllning. Uppgifter om B4-lokets maximala cylinderfyllning saknas. Värden i kursiv stil kan ej utvecklas fullt ut då pannans ångbildningsförmåga är begränsande.
| Hastighet (km/h)           | 10,5  | 20,9  | 31,4  | 41,9  | 52,3  |
| Varvtal (varv/s)           | 0,50  | 1,00  | 1,50  | 2,00  | 2,50  |
| Indikerad effekt (ihk)     | 417   | 794   | 1103  | 1336  | 1512  |
| Maskineriets verkningsgrad | 0,900 | 0,900 | 0,900 | 0,900 | 0,900 |
| Nyttig effekt (hk)         | 376   | 715   | 993   | 1202  | 1361  |
| Nyttig dragkraft (ton)     | 9,70  | 9,22  | 8,54  | 7,76  | 7,02  |

### Dragkrafter p.g.a. pannans ångbildningsförmåga
Tabellen är beräknad enligt Lokomotivlära och gäller vid en normal rostansträngning. Värden i kursiv stil kan ej utvecklas fullt ut då maskinkraften vid 75% cylinderfyllning är begränsande. Effektförhållande och maskineriets verkningsgrad är funktioner av hastighetsförhållandet och kan avläsas grafiskt i Lokomotivlära.
| Hastighet (km/h)           | 16,1  | 24,1  | 32,1  | 40,2  | 48,2  | 56,2  | 64,3  | 72,3  | 80,3  | 88,4  | 96,4  |
| Varvtal (varv/s)           | 0,77  | 1,15  | 1,54  | 1,92  | 2,30  | 2,69  | 3,07  | 3,46  | 3,84  | 4,22  | 4,61  |
| Hastighetsförhållande      | 0,2   | 0,3   | 0,4   | 0,5   | 0,6   | 0,7   | 0,8   | 0,9   | 1,0   | 1,1   | 1,2   |
| Effektförhållande          | 0,617 | 0,710 | 0,792 | 0,857 | 0,907 | 0,947 | 0,975 | 0,993 | 1,000 | 0,997 | 0,987 |
| Indikerad effekt (ihk)     | 727   | 836   | 933   | 1010  | 1068  | 1116  | 1149  | 1170  | 1178  | 1174  | 1163  |
| Maskineriets verkningsgrad | 0,900 | 0,895 | 0,888 | 0,882 | 0,874 | 0,866 | 0,857 | 0,846 | 0,836 | 0,823 | 0,810 |
| Nyttig effekt (hk)         | 654   | 749   | 828   | 890   | 934   | 966   | 984   | 990   | 985   | 967   | 942   |
| Nyttig dragkraft (ton)     | 10,99 | 8,39  | 6,96  | 5,99  | 5,23  | 4,64  | 4,14  | 3,70  | 3,31  | 2,95  | 2,64  |

### Teoretisk dragkraftskurva
Dragkraftskurvan är konstruerad med hjälp av data i tabellerna ovan. Vid låga hastigheter (<21 km/h) begränsas dragkraftsutvecklingen av maskinkraften vid 75% cylinderfyllning (röd kurva). Vid höga hastigheter (>21 km/h) begränsas dragkraftsutvecklingen av pannans ångbildningsförmåga (svart kurva). Den röda kurvan är extrapolerad till 0 km/h med kvadratisk regression.
| Information | Diagrammet är avstängt. Grafer inaktiverades den 18 april 2023 på grund av programvaruproblem. Nya diagram kan skapas sedan december 2024. |

Enligt diagrammet kunde B4-loket utveckla 10,2 tons dragkraft vid det absoluta startögonblicket. För detta krävdes en friktionskoefficient på 0,21. Vid gynnsamma adhesionsförhållanden kan ånglok nå en friktionskoefficient på 0,25 utan att börja slira. Lokomotivlära rekommenderade dock att inte räkna med friktionskoefficienter högre än 0,20 vid trafikplanering för ånglok i syfte att minska risken för slirning. För B4-loket skulle det ha inneburit en maximal dragkraft på 9,6 ton upp till 12 km/h (orange kurva). Den nominella dragkraften på 9,1 ton kunde utvecklas upp till 21 km/h enligt diagrammet, och krävde en friktionskoefficient på 0,19.

### Teoretisk effektkurva
Effektkurvorna är konstruerad med hjälp av data i ovanstående tabeller. Vid drivhjulsperiferin var B4-loken som mest effektiva vid ca 70 km/h enligt diagrammet.
| Information | Diagrammet är avstängt. Grafer inaktiverades den 18 april 2023 på grund av programvaruproblem. Nya diagram kan skapas sedan december 2024. |

Vid en tillförd effekt på 15500 hk (se Indikerad effekt ovan) blir den teoretiska verkningsgraden som bäst 7,6% vid cylindrarna och 6,4% vid drivhjulsperiferin. Generellt kan ånglok högst uppnå 9% verkningsgrad.

## Teoretiska cylinderfyllningar vid olika hastigheter
Tabellen är beräknad med hjälp av nyttiga dragkrafter och maskineriets verkningsgrader i tabellen ovan och gäller vid en normal ansträngning. Värden i kursiv stil överskrider 75% maximal cylinderfyllning.
| Hastighet (km/h)              | 16,1  | 24,1 | 32,1 | 40,2 | 48,2 | 56,2 | 64,3 | 72,3 | 80,3 | 88,4 | 96,4 |
| Indikerat medeltryck (kg/cm²) | 10,52 | 8,05 | 6,73 | 5,83 | 5,14 | 4,60 | 4,14 | 3,75 | 3,40 | 3,08 | 2,80 |
| Cylinderfyllning (%)          | 90,1  | 54,8 | 41,2 | 33,4 | 28,1 | 24,2 | 21,2 | 18,7 | 16,6 | 14,8 | 13,2 |

Lokomotivlära rekommenderade att inte köra överhettade ånglok med cylinderfyllningar under 20%. Ett betydande mottryck uppstår vid mycket låga cylinderfyllningar p.g.a. en lång kompressionsfas som ökar motståndsarbetet i maskinen. Tabellen visar att cylinderfyllningen hos B4-loket teoretiskt måste minskas till 14% för att kunna köras vid 90 km/h. I praktiken var B4-förarna tvungna att minska cylinderfyllningen till 10% för att inte tömma pannan på ånga. Enligt tabellen gick B4-loken inte snabbare än 70 km/h vid 20% cylinderfyllning. En källa ansåg dock att B4-loken utan svårighet kunde köras i betydligt högre hastigheter än 90 km/h.

## Eldning
B4-loken krävde att eldaren hade noggrann uppsikt över fyren. Fyren måste hållas mycket tunn, och uppkomsten av gubbar1 kunde snabbt ställa till med besvär som minskad ångbildning. Lokomotivlära avrådde dock från att köra ånglok med för tunn fyr p.g.a. för stort genomflöde av luft. Vid för lite luftgenomflöde uppstår ofullständig förbränning med dämpad värmeutveckling och ångbildning som följd, men vid ett för stort luftgenomflöde åtgår stora värmemängder till att värma överskottsluften istället för att värma pannan, värme som då forslas bort ut i skorstenen och med dämpad ångbildning som följd.
En annan källa angav att fyren i B4-loken skulle hållas tunn i mitten, lite högre mot sidorna och tjockt längst bak. Även denna källa påpekar att B4-loken var känsliga för både gubbar och hål i fyren, till skillnad från exempelvis H3-loken.
1Ett eldningsfel som beror på anhopning av kolhögar, s.k. gubbar, vilket gör att elden och värmeutvecklingen dämpas där kolhögarna uppstår.

## Teoretiskt tågmotstånd
Tabellen är beräknad enligt Lokomotivlära och gäller för ett B4-draget tåg med 12 boggivagnar á 35 tons vagnvikt1. Total tågvikt med loket blir 528 ton. Lokets gångmotstånd är beräknad med Strahls formel och vagnarnas gångmotstånd är beräknad med Franks formel för boggivagnar. Stigningsmotståndet vid 10‰ motlut är beräknad med 10 kg/ton tågvikt. Tågmotstånden visar de teoretiska dragkrafterna B4-loket måste utveckla vid respektive hastighet och motlut för det aktuella tågsättet.
| Hastighet (km/h)           | 0    | 10   | 20   | 30   | 40   | 50   | 60   | 70   | 80   | 90   |
| Gångmotstånd, lok (ton)    | 0,51 | 0,52 | 0,53 | 0,56 | 0,61 | 0,66 | 0,73 | 0,80 | 0,89 | 1,00 |
| Gångmotstånd, vagnar (ton) | 1,05 | 1,06 | 1,10 | 1,16 | 1,24 | 1,35 | 1,48 | 1,64 | 1,82 | 2,02 |
| Tågmotstånd, 0‰ (ton)      | 1,56 | 1,58 | 1,63 | 1,72 | 1,85 | 2,01 | 2,21 | 2,44 | 2,71 | 3,02 |
| Tågmotstånd, 10‰ (ton)     | 6,84 | 6,86 | 6,91 | 7,00 | 7,13 | 7,29 | 7,49 | 7,72 | 7,99 | 8,30 |

Vid jämförelse med dragkraftskurvan ser man att B4-loket kunde dra tåget strax under 90 km/h vid rak och vågrätt bana (0‰), samt i ca 30 km/h vid 10‰ varaktigt motlut. Tabellen tar ej hänsyn till eventuellt kurvmotstånd. Vid exempelvis kurvor med 1000 meters radie tillkommer ett motstånd på 0,36 ton vid tågvikten 528 ton.

1UGJ:s kravspecifikation hos NOHAB var bl.a. att B4-loket skulle kunna dra 12 boggivagnar á 35 ton i 90 km/h vid rak och vågrätt bana.